# Hilara pallala
Hilara pallala är en tvåvingeart som beskrevs av Yang 1995. Hilara pallala ingår i släktet Hilara och familjen dansflugor.
Artens utbredningsområde är Zhejiang (Kina). Inga underarter finns listade i Catalogue of Life.